# Morning Glory Pool
Le Morning Glory Pool (« bassin de la belle-de-jour » en anglais) est une source chaude située dans le Upper Geyser Basin dans le parc national de Yellowstone aux États-Unis.

## Histoire
La source chaude a été baptisée par E. N. McGowan, l'épouse de l'adjoint du directeur du parc, Charles McGowan, en 1883. Elle l'a appelé Convolutus, le nom latin de la belle-de-jour (ou morning glory en anglais), à laquelle la source ressemble. En 1889, le nom Morning Glory Pool s'était largement répandu dans le parc pour désigner la source. Avant cela, la plupart des guides touristiques l'appelaient Morning Glory Spring[réf. nécessaire].

## Description
La couleur de la source chaude est due à des micro-organismes vivant dans l'eau et sur le tapis bactérien recouvrant les surfaces du bassin. Avant les années 1960, la source était uniquement d'un bleu profond. Avec le temps, sa couleur a évolué pour prendre des couleurs jaune et verte brillantes.
En 2009, un groupe de chercheurs a déterminé que l'être humain est responsable de cette transition. En effet, les objets lancés dans la source par les touristes, tels que des pièces, des pierres, des bouts de bois, etc., ont fini par bloquer partiellement l'arrivée d'eau chaude du bassin. Ceci a fait diminuer la température de l'eau et sa faune microscopique a changé en conséquence. Les micro-organismes plus récents produisent des pigments jaunes, verts et orange vifs.
Quant à la transition de couleur observée dans le bassin, qui passe du vert au centre vers l'orangé en périphérie, il est dû à des variations de température de l'eau à l'intérieur de celui-ci, car l'eau a tendance à être plus chaude au centre de la source, accueillant alors des organismes différents. Des effets d'optique sont également responsables des couleurs observées par les visiteurs : la profondeur de l'eau influence en effet la perception des couleurs.
Les responsables du parc ont à plusieurs reprises tenté de déclencher artificiellement des éruptions pour débarrasser la source de ses débris. Une pancarte, placée près de la source par la direction du parc, montre les dégâts causés par l'ignorance et le vandalisme, et suggère que Morning Glory est en train de devenir Faded Glory (littéralement, une « gloire passée »).
À quelques rares occasions, la Morning Glory Pool a fait éruption en geyser, souvent à la suite d'un séisme ou d'autres événements sismiques à proximité.
On l'atteint depuis Old Faithful en suivante le sentier de randonnée Morning Glory Pool Trail.

## Galerie de photos

Photos du Morning Glory Pool
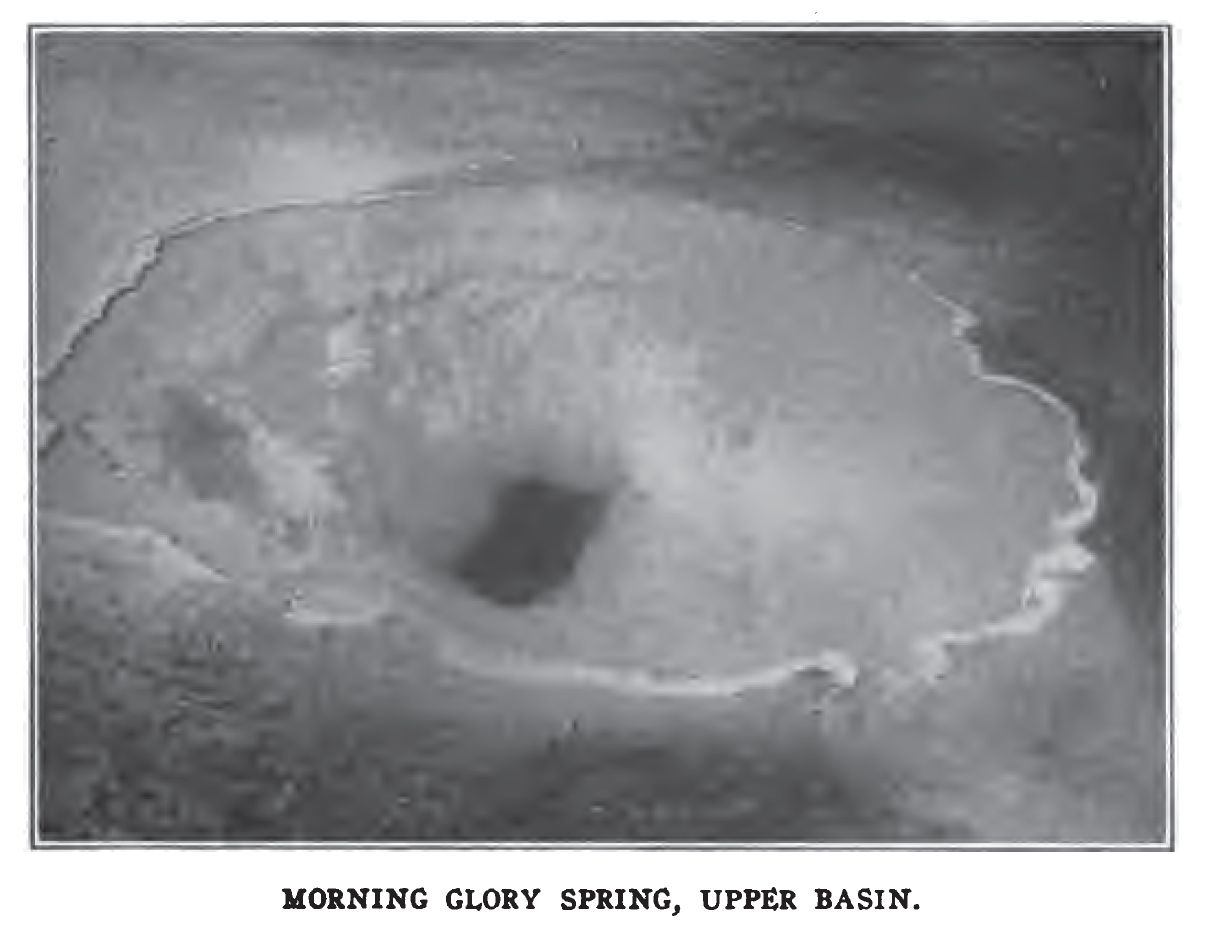
Jack Ellis Haynes, 1916
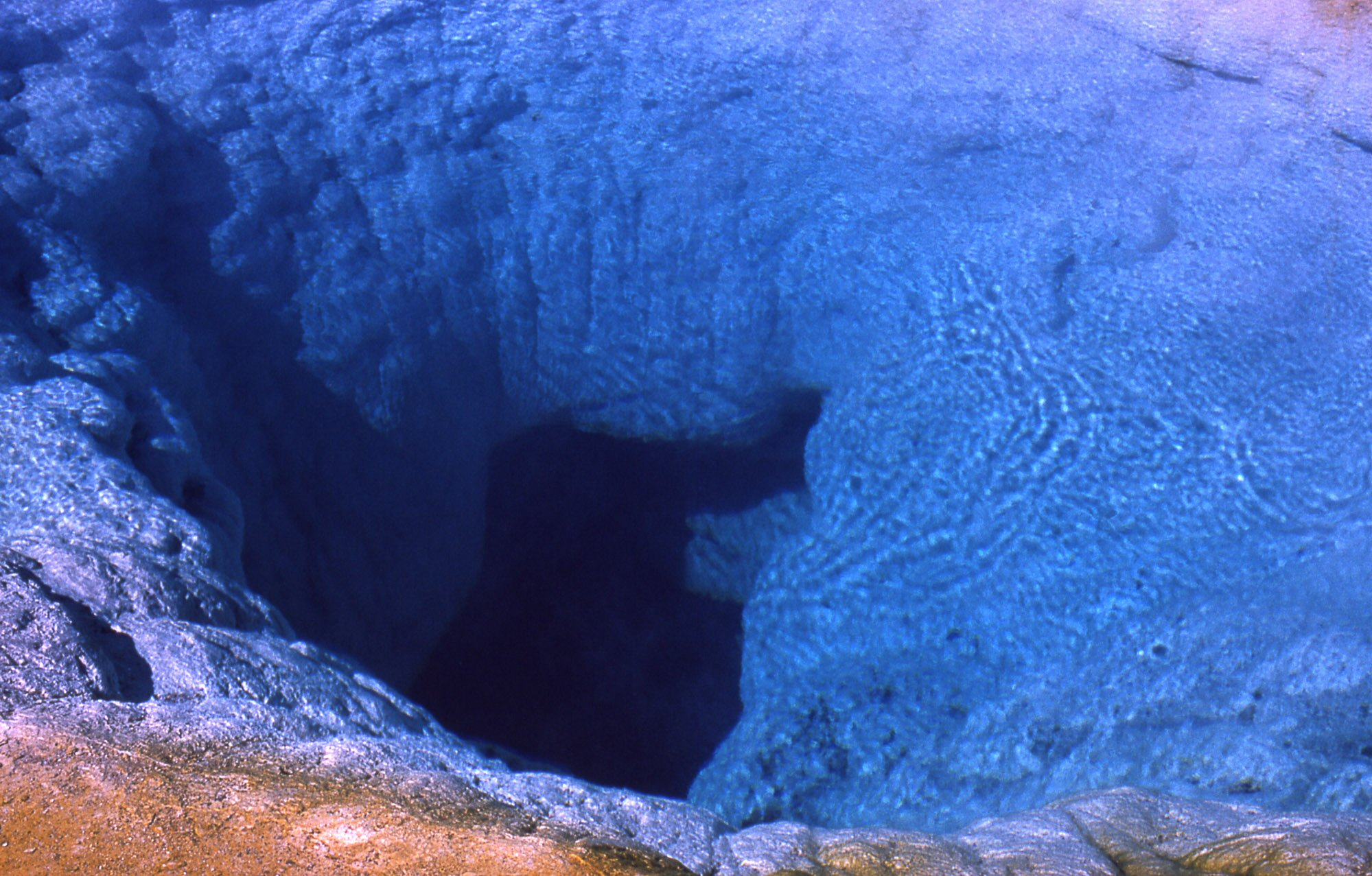
1966
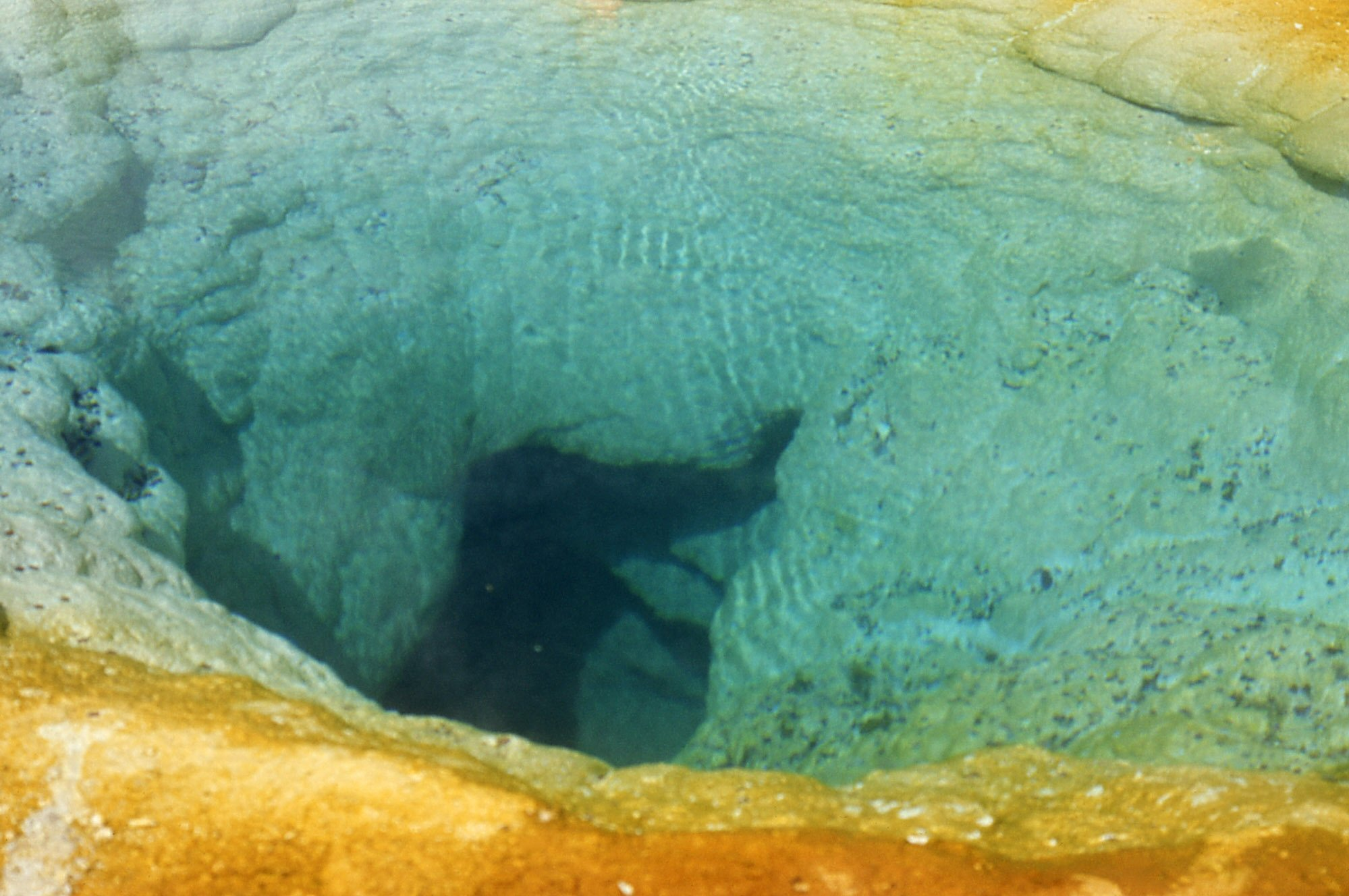
1970
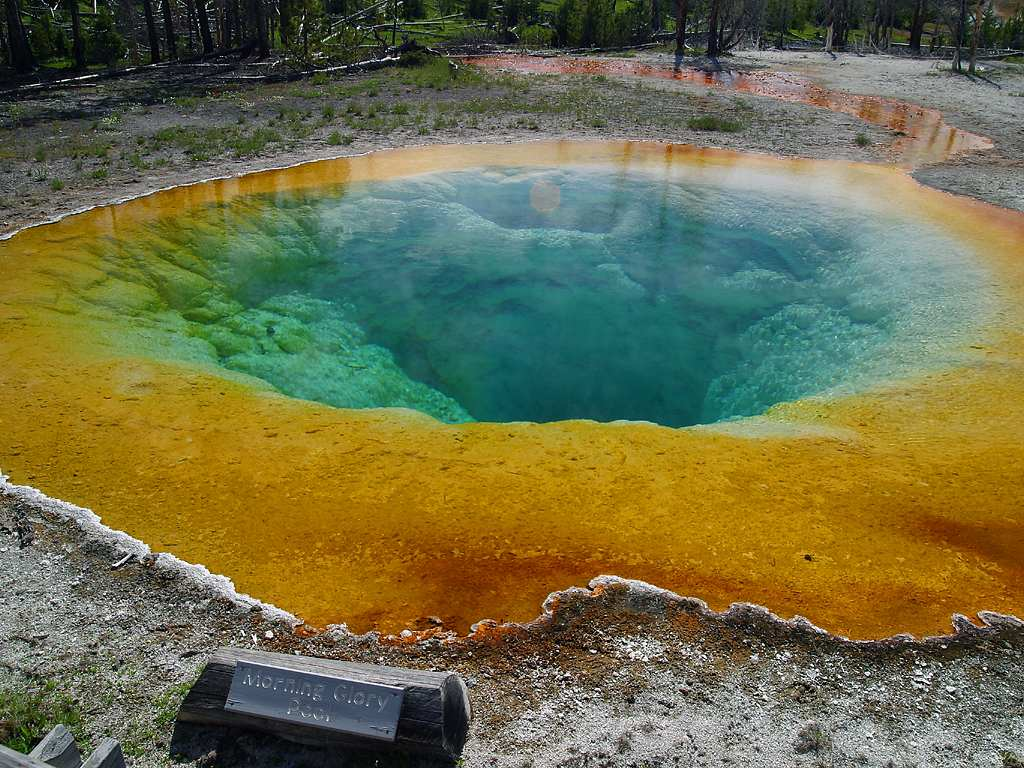
2005
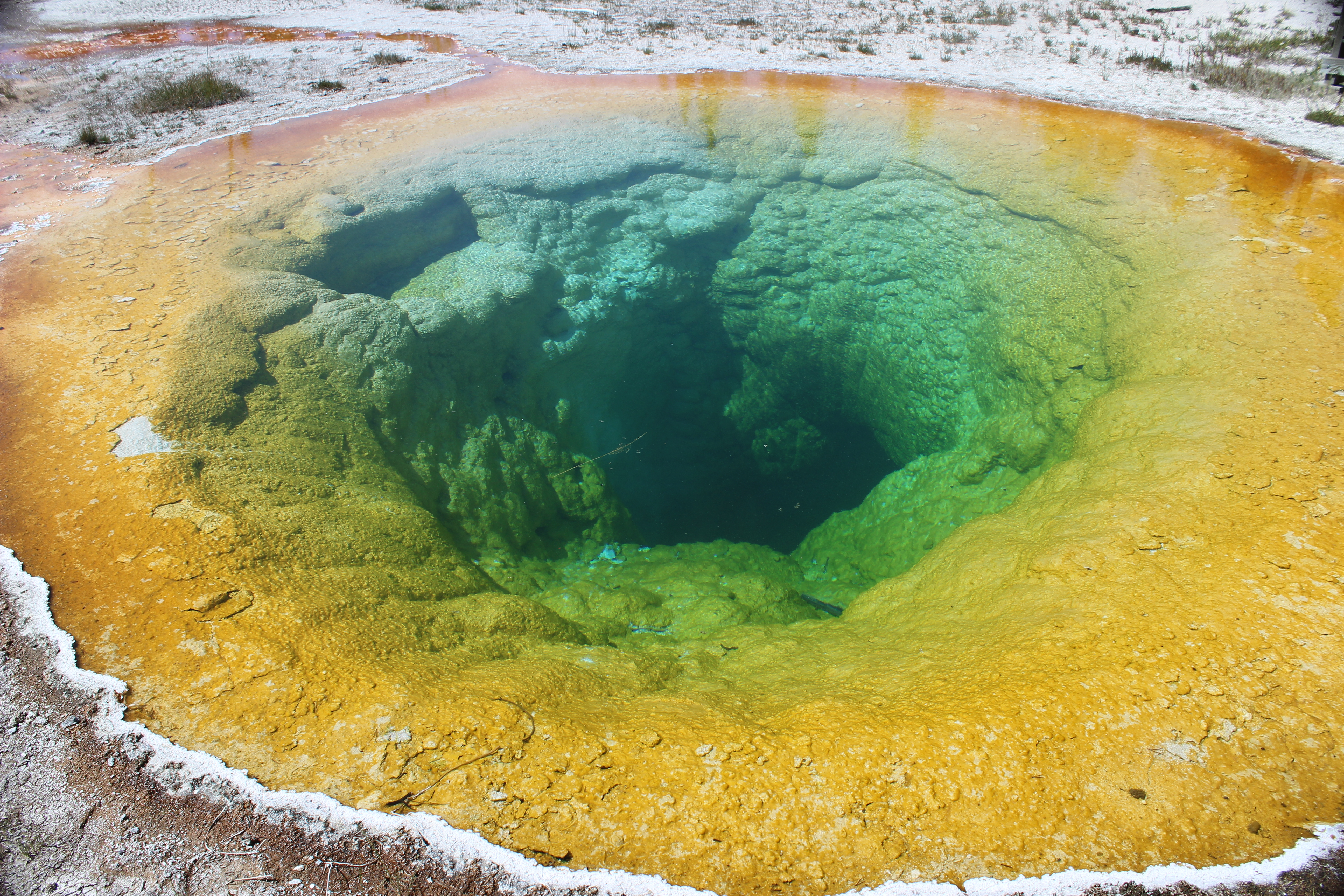
2014
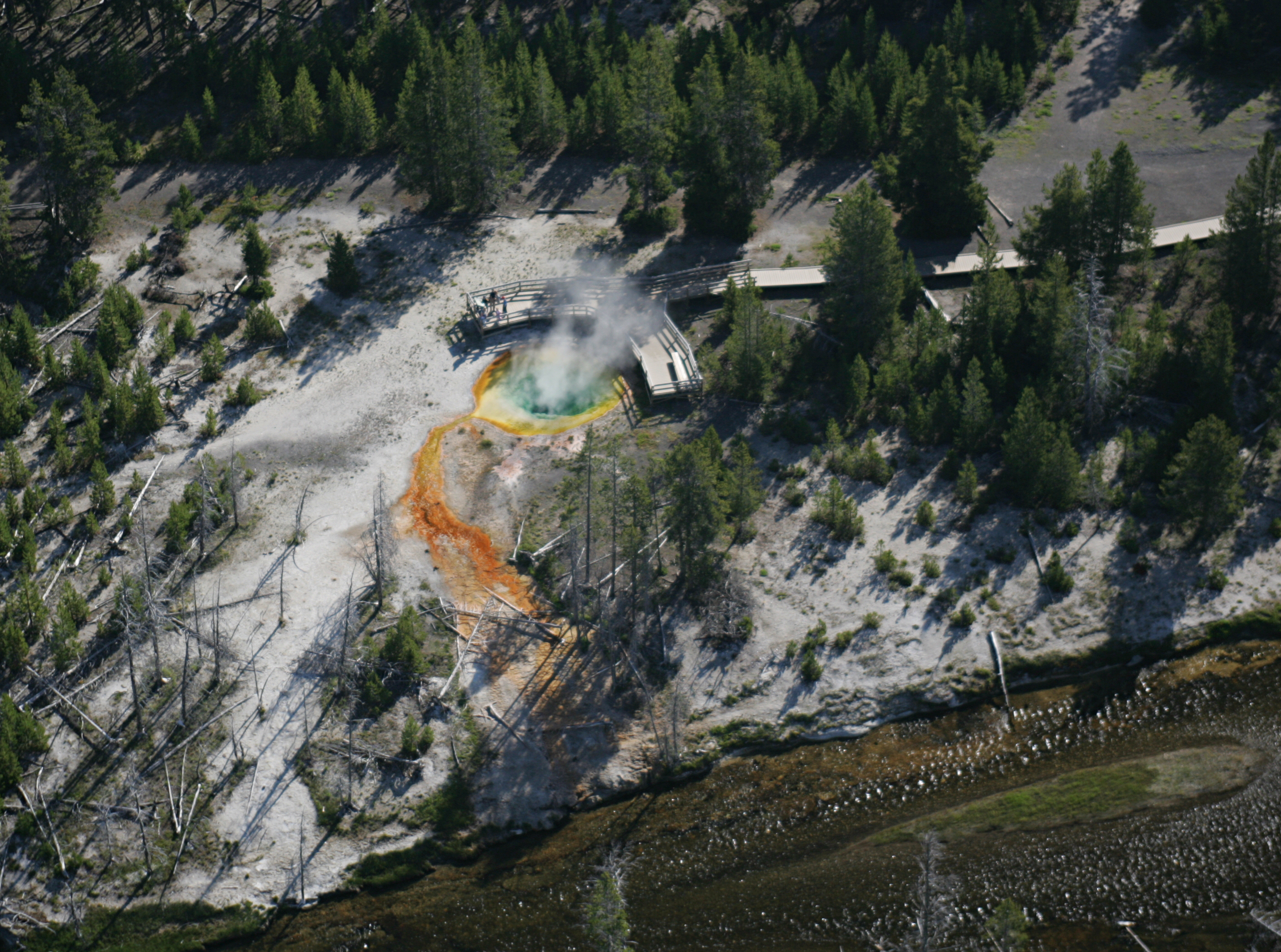
Vue aérienne du Morning Glory Pool